# Maifeld

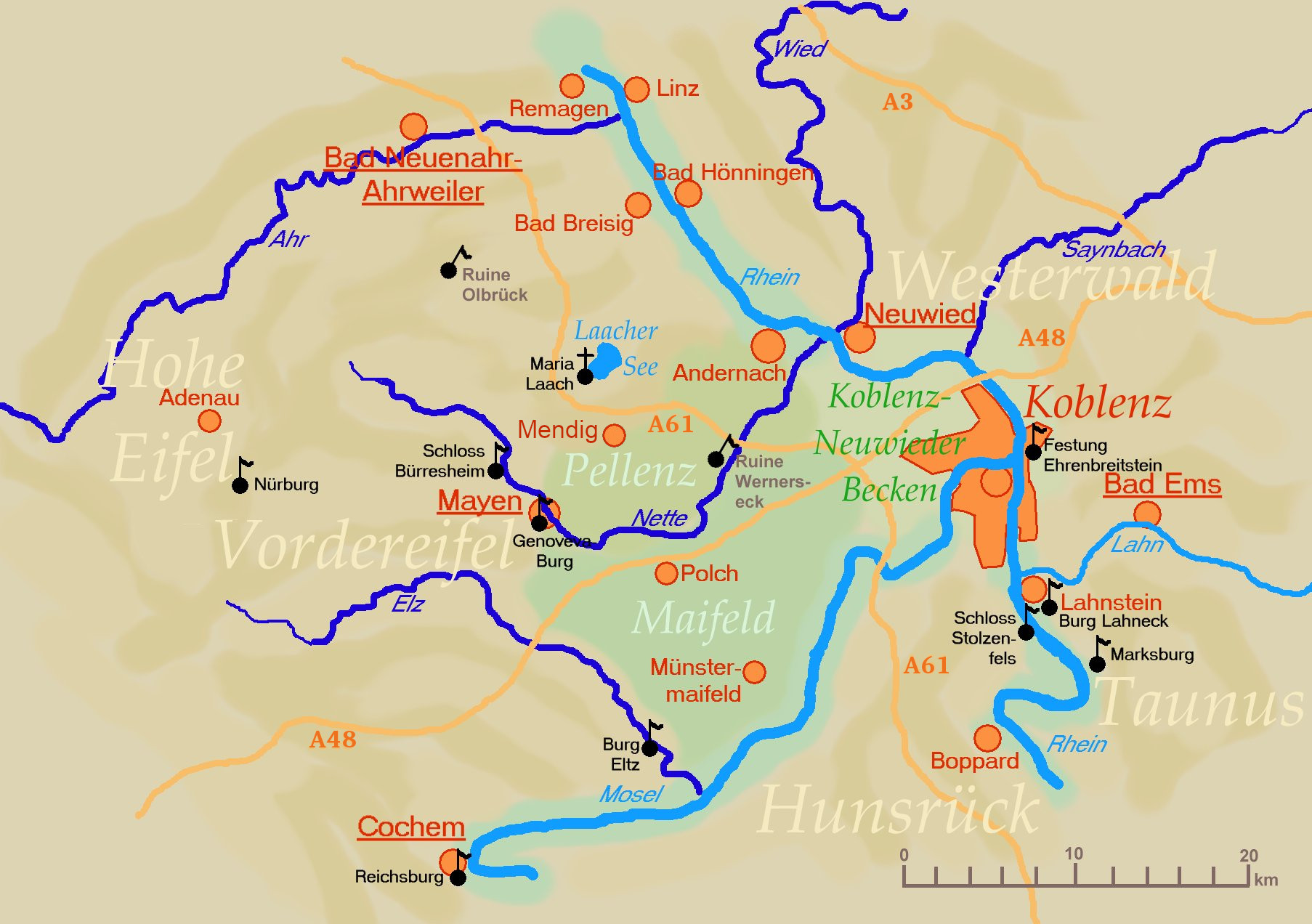
Kaart Maifeld

Het Maifeld is een Duitse hoogvlakte tussen de rivierdalen van de Rijn, Moezel, Eltz en Nette. De hoogvlakte verheft zich tot circa 400 meter boven NAP. Het landschap is licht glooiend. Het uitgestrekte bouwland wordt hier en daar afgewisseld door kleine bospartijen. Het gebied bevindt zich in de deelstad Rijnland-Palts. Bestuurlijk maakt het Maifeld deel uit van de Verbandsgemeinde Maifeld. Vermoedelijk dankt het Maifeld de naam aan de Franken, die in het gebied volksvergaderingen hielden. Het historische hart van het Maifeld is het stadje Münstermaifeld.  

## Bodemgebruik
De bodem van het Maifeld geldt als bijzonder vruchtbaar. Grootschalige akkerbouw kenmerkt het gebied. Steden zijn Polch en Münstermaifeld. 

## Bezienswaardigheden
- De vroeggotische stiftskerk Sint Martinus en Sint Severus van Münstermaifeld met zwaar versterkte toren
- Burg Eltz bij Wierschem
- Burcht Pyrmont tussen Roes en Pillig

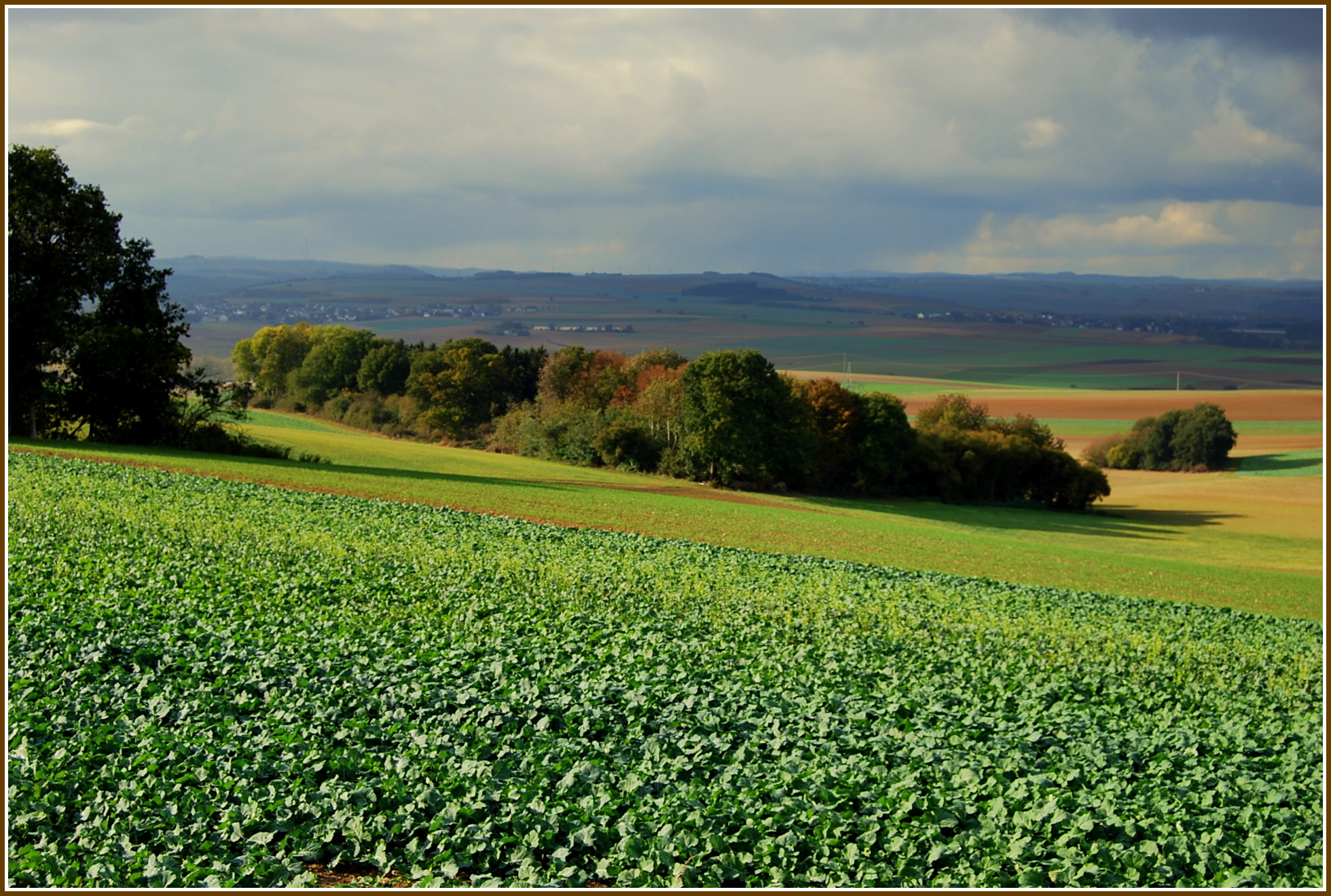
Maifeld
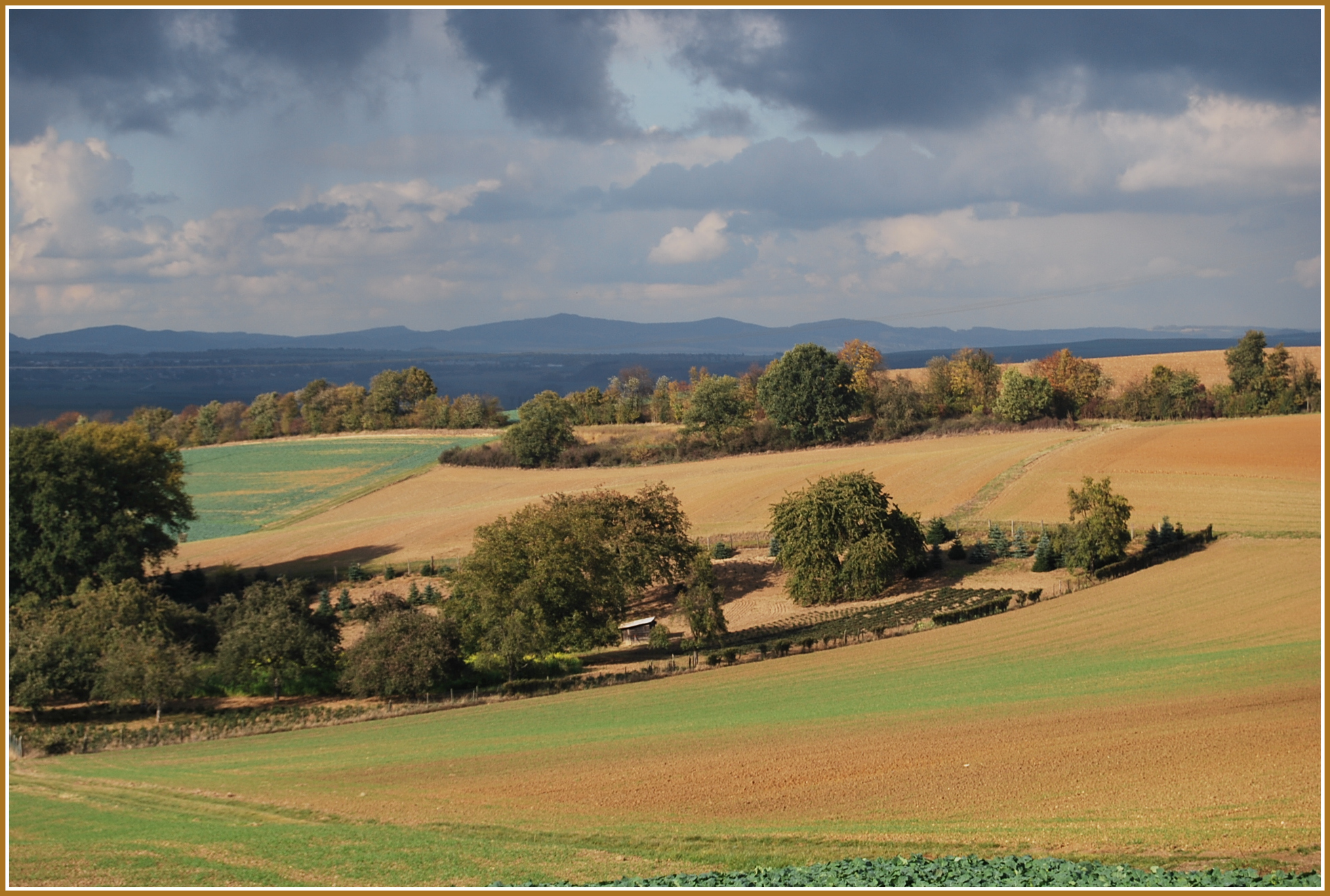
Maifeld
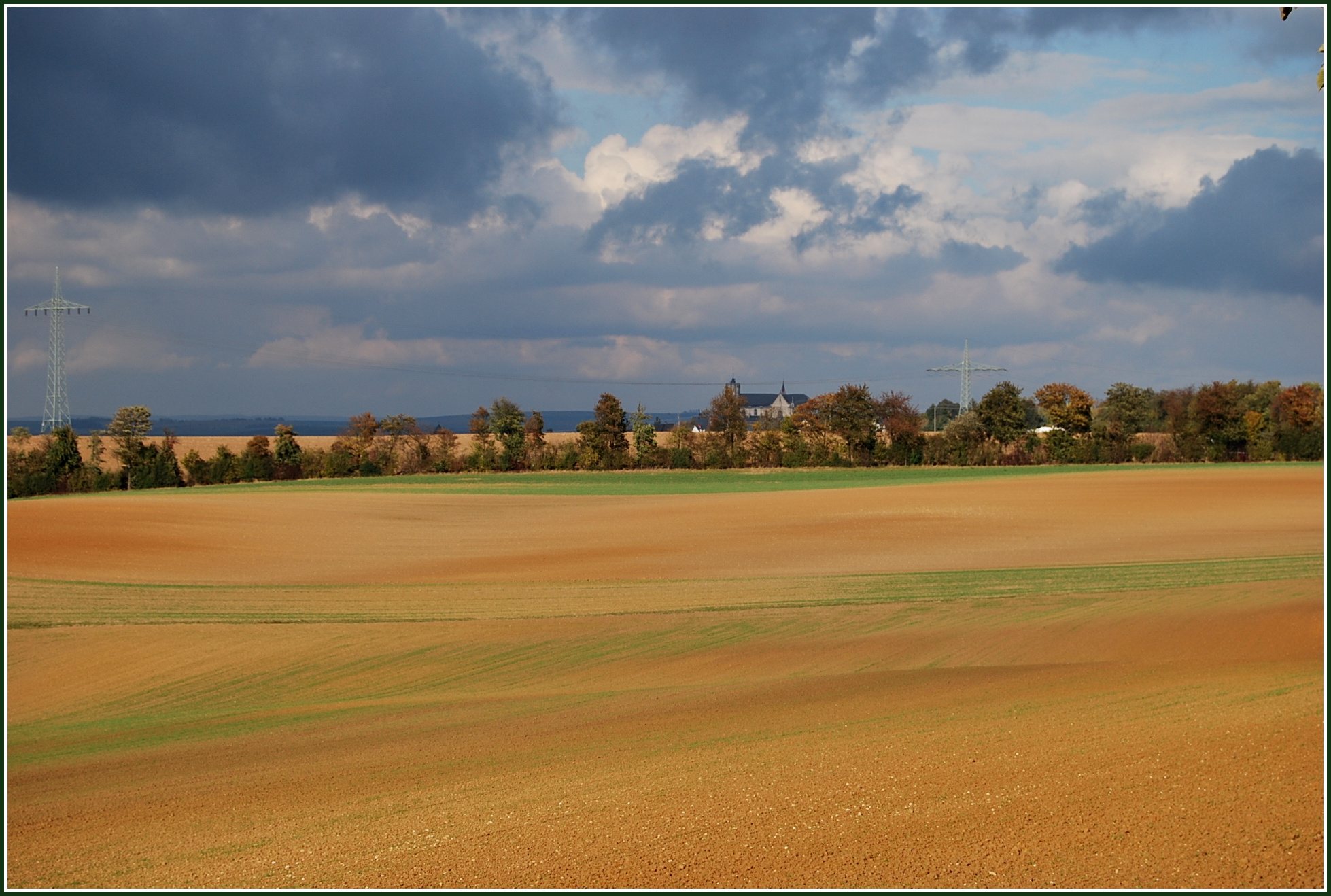
Maifeld bij Münstermaifeld